# Železniční nehoda v Eschede
Železniční nehoda v Eschede byla nejhorší havárií vysokorychlostního vlaku na světě. Došlo k ní 3. června 1998 v obci Eschede v okrese Celle v Dolním Sasku. Neštěstí si vyžádalo 101 mrtvých a 88 zraněných, a stalo se tak nejhorší železniční katastrofou v dějinách Spolkové republiky Německo.

## Posloupnost událostí
Vysokorychlostní vlak InterCityExpress 884 Wilhelm Conrad Röntgen jel z Mnichova do Hamburku. Po zastávce v Hannoveru v 10:30 pokračoval dál na sever. V 10:59 praskla šest kilometrů jižně od Eschede důsledkem únavy materiálu obruč kola na třetí nápravě prvního vloženého vozu, tj. vozu následujícího za hnacím hlavovým vozem. Obruč spadla z kola a narovnaná prorazila podlahu vozu, kde zůstala zaklíněná.
Během následujících minut proběhl řetězec událostí, jejichž složení trvalo vyšetřovatelům měsíce. Obruče v podlaze si všiml jeden z pasažérů. Místo, aby okamžitě zastavil vlak pomocí záchranné brzdy, šel informovat průvodčího. Průvodčí, který si právě také všiml vibrací vlaku, se šel na kus kovu, o kterém mu cestující pověděl, podívat. Nedošel k němu, neboť vlak dorazil k místu neštěstí.
Když vlak projížděl přes první ze dvou výhybek (výhybky č. 2 a 3) ve druhé koleji jižního zhlaví stanice Eschede, zaklíněná obruč kola narazila na její přídržnici, která se odtrhla od pražců a také prorazila podlahu vozu, kde zůstala zaklíněná. Přitom vůz nadzdvihla a ten následně vykolejil. (Nedošlo tedy k odlomení jazyka výhybky č. 2, jak bývá někdy mylně uváděno. Pozn.: Výhybka č. 2 byla pojížděna po hrotu, a tak zaklíněná obruč mohla s jazykem pohnout v horizontálním směru nebo jazyk deformovat, ale těžko ho mohla vrhnout vstříc podlaze vozu tak, aby došlo k jejímu proražení.) Jedno z vykolejených kol zadního podvozku prvního vloženého vozu narazilo na odlehlý jazyk následující výhybky pojížděné proti hrotu (výhybka č. 3), a to s takovým silovým účinkem, že došlo k jejímu přestavení pod jedoucím vlakem do opačné polohy ve směru na "boční", tzv. předjízdnou, kolej č. 4. Vlivem změny polohy výhybky č. 3 došlo k vykolejení následujících vozů, přičemž zadní podvozek třetího vloženého vozu po vykolejení stržený odbočnou větví výhybky č. 3 vybočil prudce vpravo, čímž došlo k roztržení vlaku (čtvrtý vůz se odpojil od třetího). Třetí vůz se následně částečně vzpříčil a jeho vybočená zadní část narazila bezprostředně za zhlavím vpravo od kolejí (ve směru jízdy) do pilíře dvousettunového silničního mostu silnice K20 a strhla ho. Tři zaměstnanci Německých drah pracující nedaleko mostu byli okamžitě zabiti vzpříčeným vozem. Přetržení vlaku zaktivovalo samočinnou brzdu a první dva vložené vozy téměř nepoškozené spolu s třetím s těžce poškozenou zadní částí zůstaly vykolejené stát v prostoru staničních kolejí železniční stanice Eschede. Hnací vůz projel sám okolo nástupiště a skrze druhé (severní) zhlaví a zastavil až za ním (ale stále formálně ve stanici vymezené návěstidly).
Čtvrtý vložený vůz, rovněž vykolejený na výhybce č. 3, projel pod mostem nedotčený, nicméně za mostem sjel z trati doprava mimo kolejiště a překlopil se na bok. Pátý vůz stihl pod padajícím mostem projet svou přední částí, zadní část však již byla úplně zničena. Šestý vložený vůz byl pak padajícím mostem zcela rozdrcen.
Zbývající vozy se naskládaly před spadlým mostem jako skládací metr, jelikož most úplně zatarasil cestu. Všechny vozy číslo 7, 9 (služební vůz), 10 (jídelní vůz), tři vozy první třídy s čísly 11, 12 a 14 a zadní hnací vůz vykolejily, vzpříčily se a postupně do sebe narazily (čísla vozů 8 a 13 nebyla v soupravách vysokorychlostních jednotek ICE1 použita). Ve vraku vlaku byl také nalezen automobil. Patřil třem zabitým železničním technikům a zřejmě stál před neštěstím na mostě. Krátce po neštěstí se šířily zprávy, že právě tento automobil, spadlý z mostu byl příčinou neštěstí.
Strojvedoucí si ztráty většiny vlaku nevšiml. Zaúčinkování samočinné brzdy a pohaslé kontrolky si vysvětloval jako poruchu v elektrickém systému vlaku. Když ji standardním postupem v hnacím voze prověřoval, výpravčí ho informoval o situaci: „Projel jsi sám! Vykolejil jsi!“ Strojvedoucí se zhroutil a několik hodin nebyl schopný opustit kabinu.
Nehoda způsobila hluk, který svědci popisovali jako „zarážející“, „strašně ostrý“ a „jako když spadne letadlo“. Lidé bydlící nedaleko, upozorněni hlukem, přiběhli na místo neštěstí jako první. V 11:02 h. vyhlásila místní policie stav nouze, o pět minut později, když bylo jasné, jak velké neštěstí se stalo, byl stav změněn na mimořádný stav nouze. Ve 12:30 h. správní úřad okresu vyhlásil stav katastrofy. Zasahovalo více než tisíc záchranářů z pohotovostí, hasičů, policie a armády z celého regionu. Své služby poskytlo i 37 lékařů z pohotovostí, kteří se právě účastnili konference v Hannoveru.
Zatímco pasažéři na začátku vlaku i strojvedoucí nehodu přežili, lidé v zadních vagonech neměli při nehodě ve 200 km/h téměř žádnou šanci. Spolu se třemi techniky pracujícími nedaleko mostu zahynulo 101 lidí. Vlak ICE 787 Werdenfelser Land projel pod mostem v opačném směru jen dvě minuty před neštěstím. Podle záznamu ve stanici Eschede jel o minutu napřed oproti jízdnímu řádu. ICE „Wilhelm Conrad Röntgen“ měl naopak minutu zpoždění. Kdyby jely oba vlaky přesně podle jízdního řádu, mohlo být neštěstí ještě větší.

### Statistika
- pasažérů: 287 (v ICE 1 max. 651)
- mrtvých: 101
- vážně zraněných: 88
- nezraněných: 106

## Příčiny

### Návrh kola
První verze ICE byly vybaveny monoblokovými koly. Během provozu se ale brzy zjistilo, že tato kola způsobují kvůli nedokonalé vyváženosti a opotřebení (vlnkovatosti) jízdní plochy kol i kolejnic při vyšší rychlosti silné vibrace. To bylo velmi nepříjemné zejména pro cestující v restauračním voze, kde cinkalo nádobí a putovaly skleničky.
K odstranění těchto problémů se nabízelo několik možností - úprava jízdní dráhy, to znamená broušení kolejnic, použití vzduchového vypružení, anebo použití obručových kol s vloženou vrstvou gumy mezi diskem a obručí. S ohledem na náklady byla zvolena třetí možnost. Nový návrh kola nazvaného Bochum 84/BR 64 nebyl před objednáním a uvedením do provozu dostatečně vyzkoušen při vysokých rychlostech, jeho konstrukce vycházela z kol používaných dosud pouze u tramvají. Nasazením těchto kol byly nepříjemné vibrace odstraněny.
V té době neexistovalo v Německu žádné pracoviště, které by mohlo fyzicky otestovat meze spolehlivosti prototypu takového kola. Návrh a specifikace kola byl založen zejména na známých vlastnostech materiálů a teorii. Provedlo se pouze několik testů v laboratoři a na železnici, ale nikdy při větším opotřebování nebo mimo cestovní rychlosti. Nicméně během let se kola až do nehody ukázala jako spolehlivá, bez jediného většího problému.
Zjištění příčiny nehody bylo svěřeno Fraunhoferovu institutu (FI). Později bylo odhaleno, že institut již roku 1992 sdělil vedení DB své obavy o obruče. Také Hannoverský dopravní podnik (üstra Hannoversche Verkehrsbetriebe) několik měsíců před nehodou zjistil podstatně rychlejší opotřebení podobných kol na svých tramvajích. O svých problémech informoval všechny ostatní uživatele kol, včetně DB.
Brzy vyšlo najevo, že při statistickém modelování poruch během návrhu kol nebyly vzaty v úvahu opakovaně se měnící síly. Důsledkem bylo přecenění odhadované bezpečnosti. FI zmínil následující faktory, které byly přehlédnuty:
1. Kovové obruče byly stlačovány do elipsy během každé otáčky (500 000 krát během běžného provozního dne), což způsobovalo únavu materiálu.
2. Na rozdíl od monoblokového návrhu kola se mohou praskliny tvořit také uvnitř kovové obruče.
3. Při opotřebování se síly ještě zesilují a mikroskopické trhliny se zvětšují.
4. Plošky a hrbolky na obruči dál dramaticky zvyšují síly a způsobují ještě rychlejší opotřebení.

### Nezastavení vlaku
Protože se posádce ani pasažérům nepovedlo zastavit vlak, nezabránili, aby zničení kola způsobilo řetězec událostí vedoucích ke katastrofě. Kdyby byl vlak hned zastaven, pravděpodobně by se nic nestalo.
Železnice obvykle postupují v případě divného chování nebo zvuků ve vlaku podle pravidla „zastav a vyšetři“. V tomto ICE se takto nepostupovalo. Drahocenný čas byl ztracen, když pasažér místo zatáhnutí za záchrannou brzdu šel oznámit průvodčímu velký kus kovu, který prošel podlahou vagónu. Průvodčí také odmítl zastavit vlak, dokud si problém sám neprohlédne. Říkal, že je to firemní postup. Jeho rozhodnutí bylo podpořeno i později u soudu, kde byl zproštěn všech obvinění.

### Most
Konstrukce mostu přes trať se zřejmě také podílela na rozsahu neštěstí, protože měl dva tenké pilíře, které držely most na každé straně, místo oblouku od opory na jedné straně k opoře na straně druhé. Podobný problém se vyskytl i při železničním neštěstí v Granville roku 1977. Nový most postavený po neštěstí je konzolový a tento problém již nemá.

## Důsledky

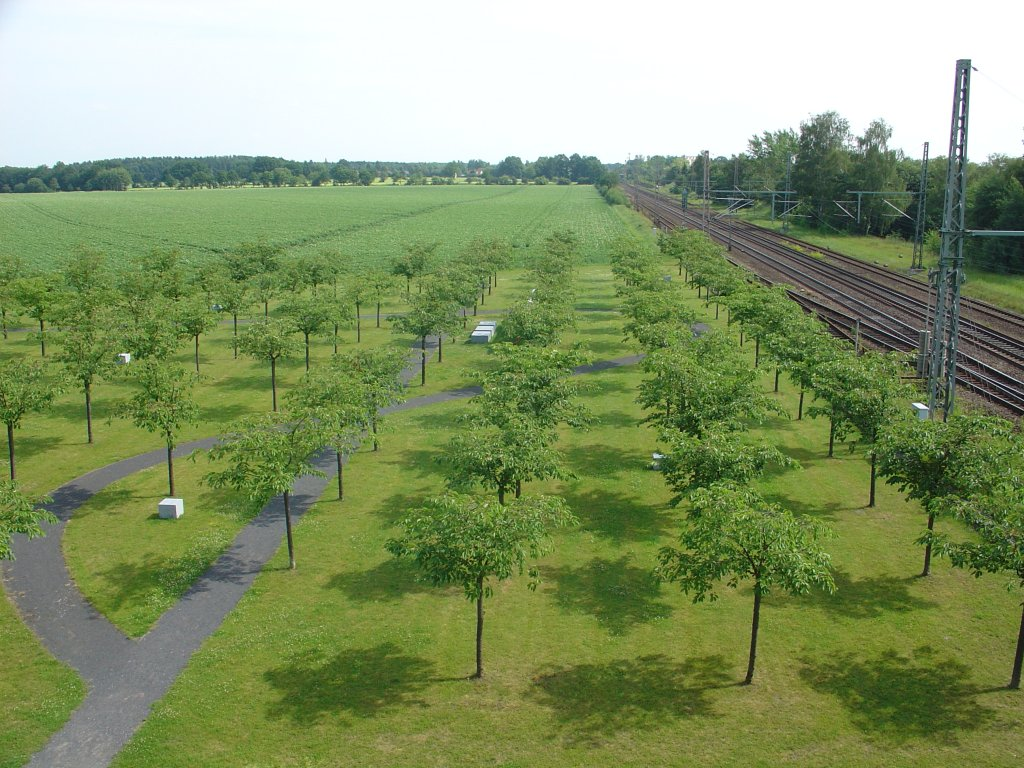
Památník obětem nehody na severní straně západního úpatí renovovaného mostu

### Právní
V srpnu 2002 byli dva úředníci a jeden inženýr obžalováni ze zabití. Soud trval 53 dnů. Povolaní experti z celého světa se vzájemně obviňovali ze špatných přístupů a výsledků. DB nejprve nabídl odškodnění 30 000 DM každému zemřelému, což pozůstalí pociťovali jako „vtip“. Později dráhy zaplatily celkem 25 milionů €.
Případ byl uzavřen v dubnu 2003, když soud nařídil zaplatit pokutu 10 000 €.

### Technické
Prakticky okamžitě po nehodě byla maximální rychlost vlaků ICE dočasně snížena na 160 km/h. Během týdnů pak byla všechna kola vadné konstrukce vyměněna za monobloková. V celém Německu byly zkontrolovány výhybky nacházející se blízko potenciálních překážek.
Záchranáři ve vlaku měli vážné problémy prořezat se k obětem nehody. Jak hliníkový rám, tak tlakuvzdorná okna kladla záchranářskému vybavení neočekávaný odpor. Kvůli tomu byla u všech vlaků vyměněna některá okna, aby v předem určených místech praskala.

## Televizní zpracování
Havárie se stala námětem několika dokumentárních zpracování, například německého dokumentu Eschede - Die Todesfahrt a jednoho dílu seriálu Vteřiny před katastrofou.